# Ignacy Czernik
 (août 2018).
Si vous disposez d'ouvrages ou d'articles de référence ou si vous connaissez des sites web de qualité traitant du thème abordé ici, merci de compléter l'article en donnant les références utiles à sa vérifiabilité et en les liant à la section « Notes et références ».
Ignacy Czernik, né en 1803 à Staropole (dans le Powiat de Wieluń, dans l'actuelle Pologne) et mort le 14 septembre 1887 à Paris, est un soldat, officier, puis lithographe polonais.

## Biographie
Fils d'Antoine et Constance, Ignacy Czernik entre à l'école militaire de Kalisz, puis rejoint bénévolement le 3e régiment d'infanterie. Il est promu au grade de sergent principal, accédant par la même occasion à l'école des cadets d'infanterie de Varsovie.
Il fait partie du complot de Wysocki, planifiant entre-autres, l'assassinat du Grand-Duc Constantin Pavlovitch de Russie. Dénoncé, il est arrêté le 12 novembre 1830 et recouvre la liberté à la faveur de l'insurrection de novembre 1830.
En décembre 1830, il est promu au grade de sous-lieutenant du 3e régiment d'infanterie d'infanterie et à partir du 25 avril 1831, au grade de lieutenant.
Les autorités tsaristes le recherche et le condamne à la peine de mort. Accusé d'avoir excité l'insurrection sanglante du 17/19 novembre 1830, il s'exile en France en janvier 1832.
Il retourne en Pologne en 1846, En 1846, en tant qu'émissaire au Grand-Duché de Poznań, mais il est arrêté, emprisonné durant cinq mois, puis expulsé en France.
Il participe à la Révolution hongroise de 1848 et le 29 juillet 1849, il est promu lieutenant-colonel.
De retour en France, il vit rue La Fayette, dans le 10e arrondissement de Paris avec son épouse, Marie Argier. Il est mort chez lui et son corps repose au cimetière du Montparnasse.

## Décorations
- Chevalier Croix d'or de l'Ordre militaire de Virtuti Militari